# Juičiro Nagai
Juičiro Nagai (japonsko 永井 雄一郎), japonski nogometaš, * 4. februar 1979.
Za japonsko reprezentanco je odigral štiri uradne tekme.